# Marcus Lopez
Marcus Phillip Joseph Lopez (Barrigada, 9 febbraio 1992) è un calciatore statunitense di Guam, attaccante del Bank of Guam Strykers.

## Carriera

### Club
Ha giocato nella massima serie di Guam e in quella filippina.

### Nazionale
Tra il 2012 e il 2019, ha giocato 34 partite con la nazionale guamana, realizzandovi anche sei reti.

## Statistiche

### Cronologia presenze e reti in nazionale
| Cronologia completa delle presenze e delle reti in nazionale ― Guam | Cronologia completa delle presenze e delle reti in nazionale ― Guam | Cronologia completa delle presenze e delle reti in nazionale ― Guam | Cronologia completa delle presenze e delle reti in nazionale ― Guam | Cronologia completa delle presenze e delle reti in nazionale ― Guam | Cronologia completa delle presenze e delle reti in nazionale ― Guam | Cronologia completa delle presenze e delle reti in nazionale ― Guam | Cronologia completa delle presenze e delle reti in nazionale ― Guam |
| Data                                                                | Città                                                               | In casa                                                             | Risultato                                                           | Ospiti                                                              | Competizione                                                        | Reti                                                                | Note                                                                |
| ------------------------------------------------------------------- | ------------------------------------------------------------------- | ------------------------------------------------------------------- | ------------------------------------------------------------------- | ------------------------------------------------------------------- | ------------------------------------------------------------------- | ------------------------------------------------------------------- | ------------------------------------------------------------------- |
| 11-06-2021                                                          | Sharjah                                                             | Filippine                                                           | 3 – 0                                                               | Guam                                                                | Qual. Mondiali 2022                                                 | -                                                                   | 73’                                                                 |
| Totale                                                              |                                                                     | Presenze                                                            | 1                                                                   |                                                                     | Reti                                                                | 0                                                                   |                                                                     |